# Ihab Jabbar Hashim
Ihab Jabbar Hashi Hashim (* 30. März 1993) ist ein irakischer Leichtathlet, der auf den 800-Meter-Lauf spezialisiert ist.

## Sportliche Laufbahn
Erste internationale Erfahrungen sammelte Ihab Jabbar Hashim bei den Islamic Solidarity Games 2017 in Baku, bei denen er im 800-Meter-Lauf in 1:47,34 min Siebter wurde. Anschließend schied er bei den Asienmeisterschaften in Bhubaneswar mit 1:51,75 min in der Qualifikation aus. Im Jahr darauf nahm er erstmals an den Asienspielen in Jakarta teil und wurde mit der Staffel in 3:07,64 min Siebter und schied mit 1:48,87 min im Vorlauf aus. Bei den Arabischen Meisterschaften in Kairo schied er mit 1:50,58 min im Vorlauf aus und siegte mit der Staffel in 3:06,23 min. Anschließend wurde er mit der Staffel bei den Asienmeisterschaften in Doha disqualifiziert. 2021 siegte er mit der Staffel in 3:11,27 min bei den Arabischen Meisterschaften in Radès und 2024 gewann er bei den Hallenasienmeisterschaften in Teheran in 3:12,09 min die Silbermedaille hinter dem kasachischen Team.
2018 wurde Hashim Irakischer Meister im 800-Meter-Lauf.

## Persönliche Bestleistungen
- 800 Meter: 1:46,84 s, 11. Mai 2018 in Dubai
  - 800 Meter (Halle): 1:54,93 min, 4. März 2019 in Teheran
  - 1000 Meter (Halle): 2:22,13 min, 18. Februar 2018 in Istanbul (irakischer Rekord)